# Břetislav Benda (politik)
Břetislav Benda (23. prosince 1925 Praha – 4. srpna 2015) byl český a československý vysokoškolský učitel, elektrotechnik, člen ČSAV a politik Komunistické strany Československa; poslanec Sněmovny lidu Federálního shromáždění za normalizace.

## Biografie
Narodil se jako syn sochaře Břetislava Bendy. Vystudoval ČVUT a pracoval jako vedoucí konstrukce elektrických točivých strojů v tehdejším ČKD Stalingrad. K roku 1986 se profesně uvádí jako předseda Ústřední rady Československé vědeckotechnické společnosti. V čele této instituce stál od roku 1983. Působil i jako pedagog na ČVUT a akademik ČSAV.
XVII. sjezd KSČ ho zvolil za kandidáta Ústředního výboru KSČ. Do funkce člena ÚV KSČ byl převeden k 26. listopadu 1989, zároveň byl v listopadu 1989 členem předsednictva ÚV KSČ.
Ve volbách roku 1986 zasedl za KSČ do Sněmovny lidu (volební obvod č. 8 - Praha 6-jihozápad). Ve Federálním shromáždění setrval do ledna 1990, kdy rezignoval na svůj post v rámci procesu kooptací do Federálního shromáždění po sametové revoluci.
Státní bezpečnost ho evidovala jako důvěrníka s krycím jménem CAMEL.